# فيكتور كونينغ
فيكتور كونينغ (بالفرنسية: Victor Koning)‏ هو كاتب وكاتب مسرحي فرنسي، ولد في 1842 في باريس في فرنسا، وتوفي في 1894 في سوريسن في فرنسا.

## وصلات خارجية
- فيكتور كونينغ على موقع IMDb (الإنجليزية)
- فيكتور كونينغ على موقع ميوزك برينز (الإنجليزية)